# مرصد أليغيني
مرصد أليغيني هو مؤسسة أبحاث فلكية أمريكية، وجزء من قسم الفيزياء وعلم الفلك في جامعة بيتسبرغ. منشأة المرصد مدرجة في السجل الوطني الأمريكي للأماكن التاريخية (مرجع # 79002157، أضافة 22 يونيو 1979)، ويعتبر من المعالم التاريخية في ولاية بنسلفانيا ومؤسسة بيتسبرغ للتاريخ والمعالم التاريخية.
تأسس المرصد في 15 فبراير 1859، في مدينة أليغيني، بنسلفانيا من قبل مجموعة من الصناعيين الأثرياء الذين يسمون أنفسهم جمعية تلسكوب أليغيني. وكان الغرض الأولي للمرصد هو تعليم الجمهور العام بدلا من البحث، ولكن بحلول عام 1867 انخفضت الإيرادات ومن ثم تم التبرع بالمرفق إلى جامعة ويسترن بنسلفانيا، والمعروفة اليوم بجامعة بيتسبرغ.

## أعلام
- جيمس كيلر